# الكسندر شالك جولودكوفسكى
كان ألكسندر شالك-غولودكوفسكي (3 يوليو 1932 - 21 يونيو 2015) سياسيًا وتاجرًا في جمهورية ألمانيا الديمقراطية. شغل منصب المدير العام للتجارة في وزارة التجارة الخارجية والتجارة الداخلية الألمانية للسنوات (1956-1962)، ونائب وزير التجارة الخارجية للسنوات (1967-1975)، ورئيسًا لمكتب التنسيق التجاري في جمهورية ألمانيا الديمقراطية (1966-1986).

## نشأته وعائلته
وُلِد في برلين لأب من أصل روسيّ عديم الجنسية، وتبناه آل شالك وهو في الثامنة من عمره. خدم والدهُ البيولوجي ضابطًا في الجيش القيصري خلال الحرب العالمية الأولى، وأصبح رئيسًا لمدرسة ترجمة اللغة الروسية التابعة للفيرماخت خلال الحرب العالمية الثانية؛ ولم يعد من الأسر السوفيتي. عمل جدّه لأمه لدى شركة ستينس في سانت بطرسبرغ.
انضم شالك-جولودكوفسكي إلى الشباب الألماني الحر في عام 1951، وحزب الوحدة الاشتراكي الألماني في عام 1955.

## المهنة في ألمانيا الشرقية
في عام 1966، عُيّن رئيسًا لدائرة التجارة الخارجية (التي كانت آنذاك إدارةً حديثة التأسيس تابعةً لوزارة التجارة الخارجية، وبعد عشر سنوات أصبحت رسميًا وكالةً حكوميةً مستقلةً ذات نفوذ). وفي عام 1967، عُيّن أيضًا ضابطًا خاصًا في وزارة أمن الدولة. شغل في الوقت نفسه رتبة نائب وزير التجارة الخارجية حتى عام 1975، حين رُقّي إلى منصب وزير دولة (في جمهورية ألمانيا الديمقراطية، كانت رتبة نائب الوزير أقل من وزير الدولة)، ولكنه لم يكن مسؤولًا أمام الوزير إلا اسميًا. في الواقع، لم يكن مسؤولًا إلا أمام إريش هونيكر، وغونتر ميتاغ، وإريش ميلكه.
وفي عام 1983 قاد المفاوضات مع الزعيم البافاري فرانتس يوزيف شتراوس للحصول على قرض بقيمة مليار مارك ألماني من الحكومة الألمانية الغربية.
عين في اللجنة المركزية لحزب الوحدة الاشتراكية الألماني في عام 1986، وبعد الاشتباه في إساءة استخدام سلطاته هرب إلى برلين الغربية في ديسمبر 1989. وبعدها سجن لفترة وجيزة قبل أن يستقر في بافاريا.

## ما بعد توحيد ألمانيا
بعد إعادة التوحيد، فُتح تحقيق في تصرفات كوكو ورئيس شالك غولودكوفسكي للاشتباه في ممارستهما لأنشطة تجسس، وتهرب ضريبي، واحتيال، وخرق لوائح الحظر، وانتهاكات للقانون العسكري للحلفاء. حوكم عام 1996 بتهمة انتهاك قانون الحلفاء، وحُكم عليهِ بالمراقبة لمدة عام؛ وأُسقطت عنهُ تهم أخرى بسبب اعتلال صحتهِ، حيث خضع لعمليتين جراحيتين لإزالة أورام سرطانية عامي 1987 و1997.

## حياته العائلية
تزوج مرتين وأنجب طفلين.

## وفاته
توفي في بلدة روتاخ إجرن، بسبب سرطان البروستاتا، في يوم 21 يونيو 2015.